# Magertjärnen (Lycksele socken, Lappland)
Magertjärnen är en sjö i Lycksele kommun i Lappland och ingår i Umeälvens huvudavrinningsområde.